# Cladocolea oligantha
Cladocolea oligantha là một loài thực vật có hoa trong họ Loranthaceae. Loài này được (Standl. & Steyerm.) Kuijt mô tả khoa học đầu tiên năm 1975.